# Robinsonella lindeniana
Robinsonella lindeniana är en malvaväxtart. Robinsonella lindeniana ingår i släktet Robinsonella och familjen malvaväxter.

## Underarter
Arten delas in i följande underarter:
- R. l. divergens
- R. l. lindeniana